# Суперліга (футбол)
Суперліга (англ. The Super League, юридична назва: European Super League Company, SL) — заплановане щорічне клубне змагання з футболу, створене 18 квітня 2021 року групою провідних європейських клубів і призначене для конкуренції з Лігою чемпіонів УЄФА.
Після довгих розмов щодо утворення Європейської Суперліги, змагання офіційно було засновано дванадцятьма клубами у квітні 2021 року, ще три мали приєднатись згодом. Ці п'ятнадцять «клубів-засновників» стануть постійними учасниками змагань, яким вони і керуватимуть. Додаткові п'ять команд зможуть щорічно претендувати на змагання, виходячи з результатів у попередньому сезоні.
За даними організації, змагання розпочнуться «як тільки це стане можливо», а переговори про нього розпочнуться до або протягом серпня 2021 року. Окрім змагань серед чоловіків, організація також планує запустити відповідну жіночу суперлігу «як тільки це стане можливо».

## Історія
Пропозиції щодо створення європейської Суперліги датуються щонайменше 1998 роком, коли італійська корпорація Media Partners висунула цю ідею, але пропозиція зазнала невдачі, після того як УЄФА погодилось розширити Ліги чемпіонів. Протягом наступних двох десятиліть були висунуті різні пропозиції, але вони теж не увінчались успіхом.
У підсумку Суперліга була оголошена 18 квітня 2021 року за допомогою пресрелізу, розісланого клубами-засновниками. Про це було повідомлено напередодні засідання Виконавчого комітету УЄФА, яке мало намір оновити та розширити Лігу чемпіонів УЄФА з сезону 2024/25 з метою збільшення кількості матчів та доходів після тиску з боку європейських топклубів. Президент мадридського «Реалу» Флорентіно Перес став першим головою організації; віцепрезидентами — президент «Ювентуса» Андреа Аньєллі і власник «Ман'Ю» Джоел Глейзер.
Це повідомлення викликало негативну реакцію з боку УЄФА та футбольних асоціацій і вищих футбольних ліг Англії, Італії та Іспанії, у яких і виступали клуби-засновники. Ці організації опублікували спільну заяву, заявивши, що вони розглянуть усі доступні їм заходи, як судові, так і спортивні, щоб запобігти Суперлізі. УЄФА також заявила, що будь-яким клубам, які беруть участь у Суперлізі, буде заборонено брати участь у всіх інших внутрішніх, європейських та світових змаганнях, а їхнім гравцям може бути відмовлено в можливості виступати за свої національні збірні. Футбольні федерації та вищі ліги Франції та Німеччини, з яких ще не вступив до Суперліги жоден клуб, також оприлюднили заяви, що виступають проти запропонованої Суперліги. Асоціація європейських клубів (АЄК), голова якої Андреа Аньєллі став заступником голови Суперліги, провела екстрене засідання і згодом заявила про свою незгоду з проєктом Суперліги. Аньєллі, який також був членом Виконавчого комітету УЄФА, та клуби-засновники Суперліги не брали участі у віртуальній зустрічі. ФІФА також висловила своє несприйняття оголошенню. Аньєллі подав у відставку з посади голови АЄК та члена виконавчого комітету УЄФА, при цьому всі дванадцять клубів Суперліги також вийшли з АЄК.

## Клуби-засновники
Дванадцять клубів були оголошені засновниками змагання, ще три мають стати членами до початку першого сезону. Сюди входить «Велика шістка» Англії, а також по три найкращі іспанські та італійські. Ці п'ятнадцять клубів-засновників будуть постійними учасниками змагань.
- Арсенал (Лондон)
- Ліверпуль
- Манчестер Сіті
- Манчестер Юнайтед
- Тоттенгем Готспур
- Челсі
- Інтернаціонале
- Мілан
- Ювентус
- Атлетіко (Мадрид)
- Барселона
- Реал Мадрид

20 квітня 2021 року, всі англійські клуби, а наступного дня ще й італійські та «Атлетіко (Мадрид)» вийшли зі складу співзасновників турніру. Європейська Суперліга оголосила про призупинення турніру, аби «переглянути відповідні кроки для зміни форми проєкту».

## Формат змагань
У змаганнях візьмуть участь двадцять команд, у тому числі п'ятнадцять клубів-засновників. Решта п'ять місць визначатиметься за добірним механізмом, заснованим на результатах команд у попередньому сезоні. Починаючи з серпня, команди будуть розділені на дві групи по десять, причому клуби гратимуть домашні та виїзні матчі посередині тижня, щоб паралельно мати змогу брати участь у своїх внутрішніх лігах. Три найкращі команди кожної групи виходять у чвертьфінал, тоді як команди, що фінішують четвертими та п'ятими у кожній групі, змагатимуться у двоматчевому плей-оф, щоб визначити останні два місця у чвертьфіналах. Самі чвертьфінали та півфінали також складатимуться із двох матчів, у той час як фінал пройде у травні і матиме формат одноматчевого протистояння на нейтральному полі.

## Призові гроші
У змаганнях передбачаються незаплановані солідарні виплати своїм клубам, які можуть зростати відповідно до доходів ліги. Організація заявила, що виплати солідарності будуть вище, ніж в існуючих європейських змаганнях, як очікується, будуть «понад 10 млрд євро протягом початкового періоду дії зобов'язань клубів», і що засновники клуби отримають 3,5 млрд євро в підтримку інвестиційних планів в інфраструктурі та як компенсацію наслідків пандемії COVID-19. Американський гігант інвестиційного банкінгу JPMorgan Chase, як повідомляється, став основним фінансовим спонсором Суперліги, пообіцявши надати 5 млрд доларів США на змагання.

## Керівництво
Наступні особи були затверджені керівниками організації.
| Позиція          | Ім'я              | Інші посади                    |
| ---------------- | ----------------- | ------------------------------ |
| Голова           | Флорентіно Перес  | Президент «Реала»              |
| Заступник голови | Андреа Аньєллі    | Голова «Ювентуса»              |
| Заступник голови | Джоел Глейзер     | Співголова «Манчестер Юнайтед» |
| Заступник голови | Джон Вільям Генрі | Директор «Ліверпуля»           |
| Заступник голови | Стен Кронке       | Директор «Арсеналу»            |

## Критика
18 квітня УЄФА виступив з офіційною заявою щодо можливого створення в Європі закритої Суперліги за участю топ-клубів. Заява була опублікована на офіційному сайті УЄФА. Зазначається, що його підтримали національні асоціації та ліги Англії, Іспанії та Італії.
«Ми отримали інформацію, що деякі англійські, іспанські та італійські клуби, можливо, планують оголосити про створення закритої так званої Суперліги. Ми хочемо підкреслити, що якщо це станеться, то ми не припинимо спільних зусиль, щоб зупинити цей цинічний проект, заснований на особистій вигоді кількох клубів, в той час як суспільству більш ніж коли-небудь потрібна солідарність»
"If this were to happen, we wish to reiterate that we — UEFA, the English FA, RFEF, FIGC, the Premier League, LaLiga, Lega Serie A, but also FIFA and all our member associations — will remain united in our efforts to stop this cynical project, a project that is founded on the self-interest of a few clubs at a time when society needs solidarity more than ever. We will consider all measures available to us, at all levels, both judicial and sporting in order to prevent this happening. Football is based on open competitions and sporting merit; it cannot be any other way.
19 квітня численні фанбази та вболівальники клубів-учасників та засновників Суперліги, з відкритими листами виступили проти ініціативи створення нового турніру. Зокрема, вболівальники клубів: Манчестер Сіті, Манчестер Юнайтед, Арсенал, Челсі, а також фани Ліверпуля, що засудили вчинок керівництва клуба вивісивши декілька банерів на паркані, біля домашнього стадіону Етіха́д Сте́діум з лозунгами проти створення Суперліги.
Того ж дня, британський прем‘єр Борис Джонсон заявив про шкоду Суперліги на футбол, а президент Франції Еммануель Макрон привітав французькі клуби, які відмовляються вступати до ліги.З критикою висловились також і колишні футболісти зокрема: Колишній півзахисник «Ліверпуля» і «Тоттенгема» Денні Мерфі сказав BBC Sport, що ці плани «звучать бездушно», а колишній гравець клубу Манчестер Юнайтед, Ріо Фердінанд сказав в ефірі BT Sport, що ініціатива найбільше зашкодить уболівальникам.
Натомість організатори Суперліги заявляють, що їхні цілі — «запропонувати вболівальникам найкращі можливості, одночасно збільшуючи платежі солідарності для всього футбольного співтовариства».